# Fatima Trotta
Vittoria Fatima Trotta (Napoli, 2 luglio 1986) è un'attrice e conduttrice televisiva italiana.

## Carriera

### Televisione
Nel 2005 partecipa come "raccomandata d'Italia" alla trasmissione televisiva I raccomandati, presentata da Carlo Conti e nel 2006 a otto puntate della soap opera Un posto al sole d'estate. Nel 2007 è ingaggiata dalla compagnia del Teatro Tam Tunnel di Napoli, come alcuni comici partenopei.
Al "Tam" conduce lo show comico Si...Pariando, spettacolo che dal 2007 a oggi continua a registrare un discreto successo. Nel 2008 arriva l'esordio televisivo come conduttrice, insieme al duo comico Gigi e Ross, dello show Made in Sud, in onda sul canale Comedy Central. Il format diventa lo spettacolo di punta della rete, che decide di tenerlo nei suoi palinsesti per cinque edizioni. Questa conduzione le frutta nel 2011 il Premio Personalità Europea 2011 nella categoria Trasmissione Rivelazione dell'Anno.
Nel 2012 coordina Made in Sud, in seconda serata, su Rai 2. Dalla trasmissione televisiva è tratto lo spettacolo teatrale Made in Sud...noi restiamo qui. Dal 2013 il programma è trasmesso, sempre su Rai 2, in prima serata e in diretta. Dal 16 settembre al 28 ottobre 2016 è concorrente della sesta edizione del programma Tale e quale show, condotto da Carlo Conti su Rai 1.

### Cinema
Nel 2007 è protagonista del cortometraggio Le lacrime amare di Porto Marghera, con il quale partecipa alla Mostra internazionale d'arte cinematografica di Venezia. Nel 2012 è tra i protagonisti del film 10 regole per fare innamorare per la regia di Cristiano Bortone. L'anno successivo recita nel film di Neri Parenti Colpi di fortuna, mentre nel 2015 nel film Matrimonio al Sud con Massimo Boldi.

### Teatro
Nel 2025, insieme al regista e attore comico Paolo Ruffini, porta in scena "Sapore di mare - Il musical", ispirato al celebre film dei fratelli Vanzina e di cui Enrico Vanzina insieme a Fausto Brizzi ha curato l'adattamento teatrale. Nello spettacolo Fatima Trotta veste i panni di Marina Pinardi (interpretata nel film da Marina Suma).  La prima nazionale è andata in scena sabato 1 febbraio 2025 al teatro Verdi di Montecatini. 

## Vita privata
Il 1º luglio 2016 si è sposata con il comico televisivo Luigi De Falco, membro del duo I Gemelli de Falco, conosciuto sul palco di Made in Sud.

## Programmi televisivi
- Veline (Canale 5, 2004) concorrente
- I raccomandati (Rai 1, 2005)
- Made in Sud (Comedy Central, 2008-2010; MTV, 2010-2012; Rai 2, 2012-2020)
- Tale e quale show (Rai 1, 2016) concorrente
- Honolulu (Italia 1, 2021)
- Alessandro Borghese - Celebrity Chef (TV8, 2022) - concorrente
- Il delivery perfetto (Food Network, dal 2023)

## Filmografia

### Cinema
- L'ultima stella, regia di Gianbattista Assanti (2006)
- Le lacrime amare di Porto Marghera, regia di Gianbattista Assanti - cortometraggio (2007)
- 10 regole per fare innamorare, regia di Cristiano Bortone (2012)
- All'ultima spiaggia, regia di Gianluca Ansanelli (2012)
- Colpi di fortuna, regia di Neri Parenti (2013)
- Andiamo a quel paese, regia di Ficarra e Picone (2014)
- Matrimonio al Sud, regia di Paolo Costella (2015)

### Televisione
- Un posto al sole d'estate, registi vari (2006)
- I misteri di Laura, regia di Alberto Ferrari - serie TV (2015)

## Teatro
- Si... Pariando (Teatro Tam, 2008)
- Made in Sud... noi restiamo qui (Teatro Cilea, 2012)
- Robin Hood - il Musical (2017-2019)
- La fabbrica dei sogni (2019-2020)
- Masaniello Revolution (2022-2023)
- Sapore di mare - Il musical (2025)